# Opowieść wszech czasów
Opowieść wszech czasów (ang. The Greatest Story Ever Told) – amerykański film biblijny z 1965 roku w reżyserii George’a Stevensa na podst. książki The Greatest Story Ever Told: A Tale of the Greatest Life Ever Lived Fultona Ourslera. W roli głównej wystąpił szwedzki aktor Max von Sydow jako Jezus Chrystus, prócz niego znalazła się obsada z udziałem największych gwiazd amerykańskiego kina m.in. Charltona Hestona, Dorothy McGuire, Donalda Pleasence’a, Telly’ego Savalasa czy Johna Wayne’a. Ostatni występ Claude’a Rainsa i Josepha Schildkrauta.
Film przedstawia historię narodzin, życia oraz męczeńskiej śmierci i zmartwychwstania Jezusa Chrystusa.
W 1954 roku wytwórnia filmowa 20th Century Fox nabyła prawa do książki Ourslera, ale prace nad nim utknęły w martwym punkcie na kilka lat. W listopadzie 1958 roku George Stevens zaangażował się w projekt, w ramach którego zgodził się objąć stanowisko reżysera i scenarzysty. 
Jednak we wrześniu 1961 roku 20th Century Fox wycofał się z projektu z powodu niepewności finansowej dotyczącej jego przypuszczalnych kosztów i podobieństw do Króla królów (1961), innego filmu biograficznego o Jezusie. Kilka miesięcy później Stevens przeniósł projekt do United Artists i główne zdjęcia rozpoczęły się 29 października 1962 roku. Produkcja zakończyła się 1 sierpnia 1963 roku.
W czasie premiery Opowieść wszech czasów było najdroższym amerykańskim filmem. Film nie okazał się sukcesem finansowym i otrzymał mieszane reakcje krytyków, ale otrzymał pięć nominacji do Oscara.

## Fabuła
Na początku I wieku trzej magowie z Azji podążają za gwiazdą niebieską do Judei, w poszukiwaniu przepowiedzianego nowonarodzonego mesjasza mającego zostać królem Judejczyków i ustanowić królestwo będące nowym rajem. Wezwani przez paranoicznego króla Judei, Idumejczyka Heroda, potwierdzają że mesjasz narodził w Betlejem. Herod potajemnie wysyła szpiegów. Magowie znajdują Maryję i Józefa w skromnej stajni, składających dary ich niemowlęciu, Jezusowi. Ostrzeżona przez anioła rodzina ucieka do Egiptu tuż przed tym, jak Herod, w obawie o utratę władzy na rzecz mesjasza, wydaje rozkaz rzezi męskich niemowląt w Betlejem. Wkrótce po tym Herod umiera, a Maryja i Józef wracają do Judei, osiedlając się w ich rodzinnym Nazarecie.
Następcą Heroda na tronie zostaje jego syn Herod Antypas i w stolicy Judei, Jerozolimie, wybuchają zamieszki. Jako, że Judea to część prowincji Rzymu, wezwane wojska rzymskie brutalnie dławią opór. Ustanawia się urząd rzymskiego namiestnika Judei sprawującego faktyczną władzę, a Antypas zostaje tetrarchą Galilei i Jordanii. Mijają lata, a Judejczycy wciąż oczekują mesjasza. Jedną z takich osób jest prorok Jan Chrzciciel chrzczący ludzi nad rzeką Jordan. Jezus, obecnie dorosły, przybywa do Jana po chrzest. Jan czując, że to Jezus jest zapowiadanym mesjaszem, czyni to. Następnie Jezus wycofuje się na pustynię. Tam spotyka tajemniczego pustelnika i, domyślając się jego prawdziwej tożsamości, opiera się jego trzem pokusom.
Sanhedryn, najwyższa rada religijna Judei, oskarża Jana Chrzciciela o herezję, który wskazuje, iż to Sanhedryn kolaboruje z Rzymem. Wracając do Galilei, Jezus zbiera uczniów – Judasza Iskariotę, rybaków Piotra, Andrzeja i Jana – obiecując, że uczyni ich rybakami ludzi. Dołącza do nich Jakub zw. Mniejszym, tknięty przypadkowo usłyszaną mową Jezusa. Zatrzymują się w Betanii u bogacza Łazarza, a potem idą do Kafarnaum, gdzie brat Jakuba, bezduszny celnik Mateusz, ściąga podatki na rzecz Rzymian. Jednak Jezus nie gardzi Mateuszem zdziwionym jego przesłaniem o miłości. Cudownie leczy kalekę Uriasza i Mateusz zostaje jego uczniem. Tymczasem Poncjusz Piłat, obecny namiestnik Judei, zezwala Sanhedrynowi na konsultacje z Antypasem w sprawie Jana Chrzciciela. Początkowo Antypas lekceważy proroka, traktując go jako ekscentryka, dopóki nie dowiaduje się, że głosi on nadejście mesjasza.
Jezusa o aresztowaniu Jana Chrzciciela informuje jeden z przez niego ochrzczonych, Szymon. Antypas próbuje dowiedzieć się o mesjaszu, ale Jan Chrzciciel oskarża go o bluźnierstwo za małżeństwo z jego bratową Herodiadą. Jezus, czyniąc kolejne cuda, zyskuje popularność i nowych uczniów – Tadeusza, Tomasza i Jakuba z Karfanaum. Wieść o uzdrowieniu Uriasza trafia do Sanhedrynu, którego członkowie – Sorak z Emaus, Nikodem z Jerozolimy i Józef z Arymatei – udają się do Galilei chcą dowieść, że to oszustwo. W Kafarnaum oni i Jezus są świadkami przyłapania niejakiej Marii Magdaleny na cudzołóstwie, za co grozi ukamienowanie. Jezus mówi zgromadzonym, żeby rzucił kamieniem ten, kto jest bez grzechu. Tłum odstępuje od egzekucji, a Jezus nie potępia Marii Magdaleny, prosząc jedynie, by więcej nie grzeszyła. Aura Jezusa leczy wszystkich chorych, choć ten zarzeka że to ich wiara ich uzdrowiła.
Maria Magdalena, Natanael i Filip są kolejnymi uczniami Jezusa, którego cuda są coraz częściej raportowane zarówno Kajfaszowi, przywódcy Sanhedrynu, jak i sceptycznemu Piłatowi. Niektórzy jego zwolennicy wzniecają bunty, widząc w nim przyszłego króla, co budzi podejrzenia Antypasa. Po straceniu Jana Chrzciciela, który potwierdził, że Jezus przeżył rzeź w Betlejem, Antypas rozkazuje aresztować Jezusa, którego ostrzegają faryzeusze i umierający Łazarz ze swymi siostrami. W Nazarecie Jezus, twierdząc że nie powinno wystawiać Boga na próbę, zostaje odrzucony za odmowę publicznego uzdrowienia ślepego od urodzenia Arama, choć później czyni to potajemnie. Po wieści o śmierci Łazarza publicznie go wskrzesza w Betanii. Świadkowie rozgłaszają, że Jezus to faktycznie syn Boga.
W Święto Paschy Jezus, akceptując wybrany przez Boga los, wjeżdża do Jerozolimy witany jako król. Widząc komercyjne zbezczeszczenie tutejszej świątyni, wypędza z niej kupców, co zaostrza konflikt z Sanhedrynem i budzi uwagę Piłata i Antypasa, rozbawionych słowami Jezusa o miłowaniu nieprzyjaciół. Judasz, coraz pełen zwątpienia, wydaje Kajfaszowi Jezusa, prosi jednak o oszczędzenie mu cierpień, wciąż dostrzegając jego szlachetność. Wraca do Jezusa i reszty uczniów na wieczerzę, gdzie przepowiada się zdradę Judasza i zaparcie się Piotra. Aresztowany w Getsemani Jezus staje przed Sanhedrynem oskarżony o bunt, bluźnierstwo i czary. Jedynie Nikodem dostrzega nieuczciwość procesu. Piłat uznaje przysłanego do niego Jezusa za niewinnego, ale odsyła go do Antypasa, który szydzi z Jezusa, uważając za oszusta.
Piłat skazuje Jezusa jedynie na chłostę, ale chce go ułaskawić, wykorzystując paschalny zwyczaj amnestii więźnia wybranego przez lud. Tłum, podjudzany przez pustelnika, wybiera mordercę Barabasza i domaga się ukrzyżowania Jezusa za bunt przeciw Rzymowi. Piłat niechętnie wypełnia wolę ludu. Kiedy Jezus z pomocą jednego przechodnia niesie swój krzyż na miejsce egzekucji, Judasz, od początku żałując swej zdrady, popełnia samobójstwo wskakując do ognia. Umierając, Jezus wybacza swoim oprawcom, a następująca ciemność dowodzi jego boskości. Kajfasz prosi Piłata o całodobową straż przy, danym przez Józefa z Arymatei, grobie Jezusa w obawie o kradzież jego ciała. Mimo to, trzeciego dnia Jezus zmartwychwstaje i ukazuje się uczniom. Niedowierzający Kajfasz lekceważy te wieści, licząc na ich szybkie zapomnienie. Jezus wstępując do nieba, nakazuje uczniom szerzenie jego nauk zapewniając, że będzie z ludźmi do końca świata.

## Obsada
Opracowano na podst. materiału:

- Max von Sydow – Jezus Chrystus
- Charlton Heston – Jan Chrzciciel
- Dorothy McGuire – Maryja
- Robert Loggia – Józef
- Telly Savalas – Poncjusz Piłat
- Claude Rains – król Herod
- José Ferrer – król Herod Antypas
- Martin Landau – Kajfasz
- Joseph Schildkraut – Nikodem
- Gary Raymond – apostoł Piotr
- David McCallum – apostoł Judasz Iskariota
- Michael Anderson Jr. – apostoł Jakub zw. Mniejszym
- Roddy McDowall – apostoł Mateusz
- Robert Blake – apostoł Szymon
- Jamie Farr – apostoł Tadeusz
- John Considine – apostoł Jan
- David Hedison – apostoł Filip
- Tom Reese – apostoł Tomasz
- Burt Brinckerhoff – apostoł Andrzej
- David Sheiner – apostoł Jakub zw. Większym
- Peter Mann – apostoł Natanael
- Joanna Dunham – Maria Magdalena
- Carroll Baker – Weronika
- Michael Tolan – Łazarz
- Ina Balin – Marta z Betanii
- Janet Margolin – Maria z Betanii
- Angela Lansbury – Klaudia
- Marian Seldes – Herodiada
- Ron Whelan – Annasz
- Victor Buono – Sorak
- Sidney Poitier – Szymon z Cyreny
- Abraham Sofaer – Józef z Arymatei
- Sal Mineo – Uriasz
- Ed Wynn – stary Aram
- Van Heflin – Bar Amand
- Nehemiah Persoff – Szemajasz
- Richard Conte – Barabasz
- Donald Pleasence – Szatan
- Mark Lenard – Baltazar
- Cyril Delevanti – Melchior
- Frank Silvera – Kacper
- Pat Boone – anioł przy grobie
- John Wayne – centurion przy ukrzyżowaniu
- Richard Bakalyan – dobry łotr
- Marc Cavell – Zły łotr
- Shelley Winters – uleczona kobieta
- Michael Ansara – komandor Antypasa
- Paul Stewart – kwestor

## Nagrody i nominacje
| Nagroda                                | Kategoria                                              | Nominowani                                                                                | Wynik     | Źródło |
| -------------------------------------- | ------------------------------------------------------ | ----------------------------------------------------------------------------------------- | --------- | ------ |
| Nagroda Akademii Filmowej              | Najlepsza muzyka                                       | Alfred Newman                                                                             | Nominacja | [ 6 ]  |
| Nagroda Akademii Filmowej              | Najlepsze zdjęcia (film barwny)                        | Loyal Griggs, William C. Mellor                                                           | Nominacja | [ 6 ]  |
| Nagroda Akademii Filmowej              | Najlepsza scenografia i dekoracje wnętrz (film barwny) | David S. Hall, Fred M. MacLean, Norman Rockett, Ray Moyer, Richard Day, William J. Creber | Nominacja | [ 6 ]  |
| Nagroda Akademii Filmowej              | Najlepsze kostiumy (film barwny)                       | Marjorie Best, Vittorio Nino Novarese                                                     | Nominacja | [ 6 ]  |
| Nagroda Akademii Filmowej              | Najlepszy efekty specjalne                             | J. McMillan Johnson                                                                       | Nominacja | [ 6 ]  |
| Nagroda National Board of Review       | Najlepsza dziesiątka filmów                            | Najlepsza dziesiątka filmów                                                               | Wygrana   | [ 8 ]  |
| International Film Music Critics Award | Najlepsze wznowienie wcześniej istniejącej partytury   | Alfred Newman                                                                             | Nominacja | [ 9 ]  |